# Phyllonorycter fraxinella
Phyllonorycter fraxinella là một loài bướm đêm thuộc họ Gracillariidae. Nó được tìm thấy ở Đức và Ba Lan tot Sicilia và Hy Lạp và from Pháp to miền nam Nga.
Ấu trùng ăn Genista germanica và Genista tinctoria. Chúng ăn lá nơi chúng làm tổ. They create a strongly inflated và folded, lower-surface, tentifrom mine.